# 施蒂拉赫河
47°25′38.08″N 10°16′26.12″E / 47.4272444°N 10.2739222°E

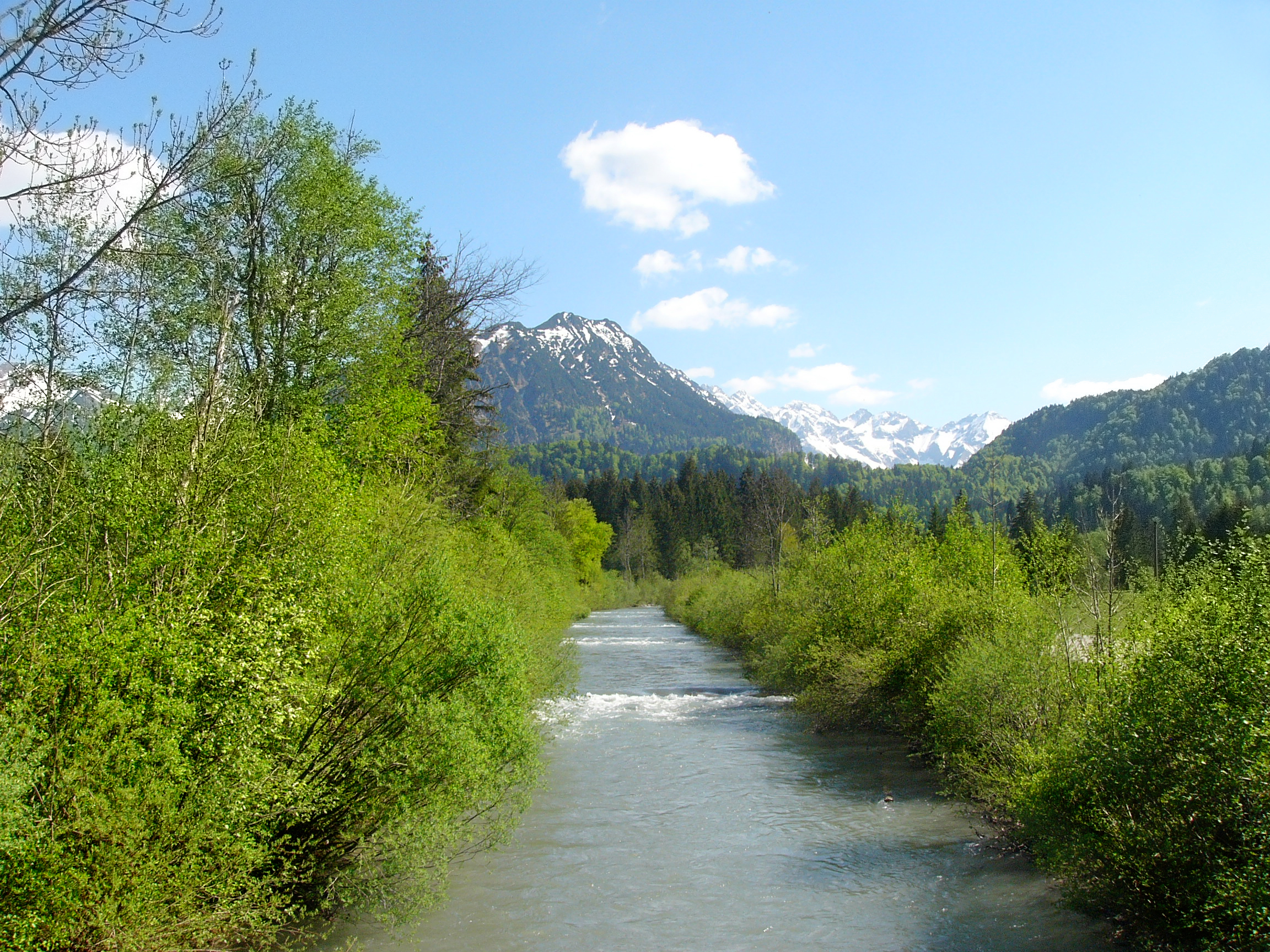
施蒂拉赫河

施蒂拉赫河（德語：Stillach），是德國的河流，位於該國東南部，由巴伐利亞負責管轄，處於阿爾高阿爾卑斯山脈地區，河道全長25.1公里，流域面積81平方公里，在奧伯斯多夫與布賴塔赫河、特雷塔赫河匯流成伊勒河。